# Tsuen Wan (quartier)
Pour les articles homonymes, voir Tsuen Wan.

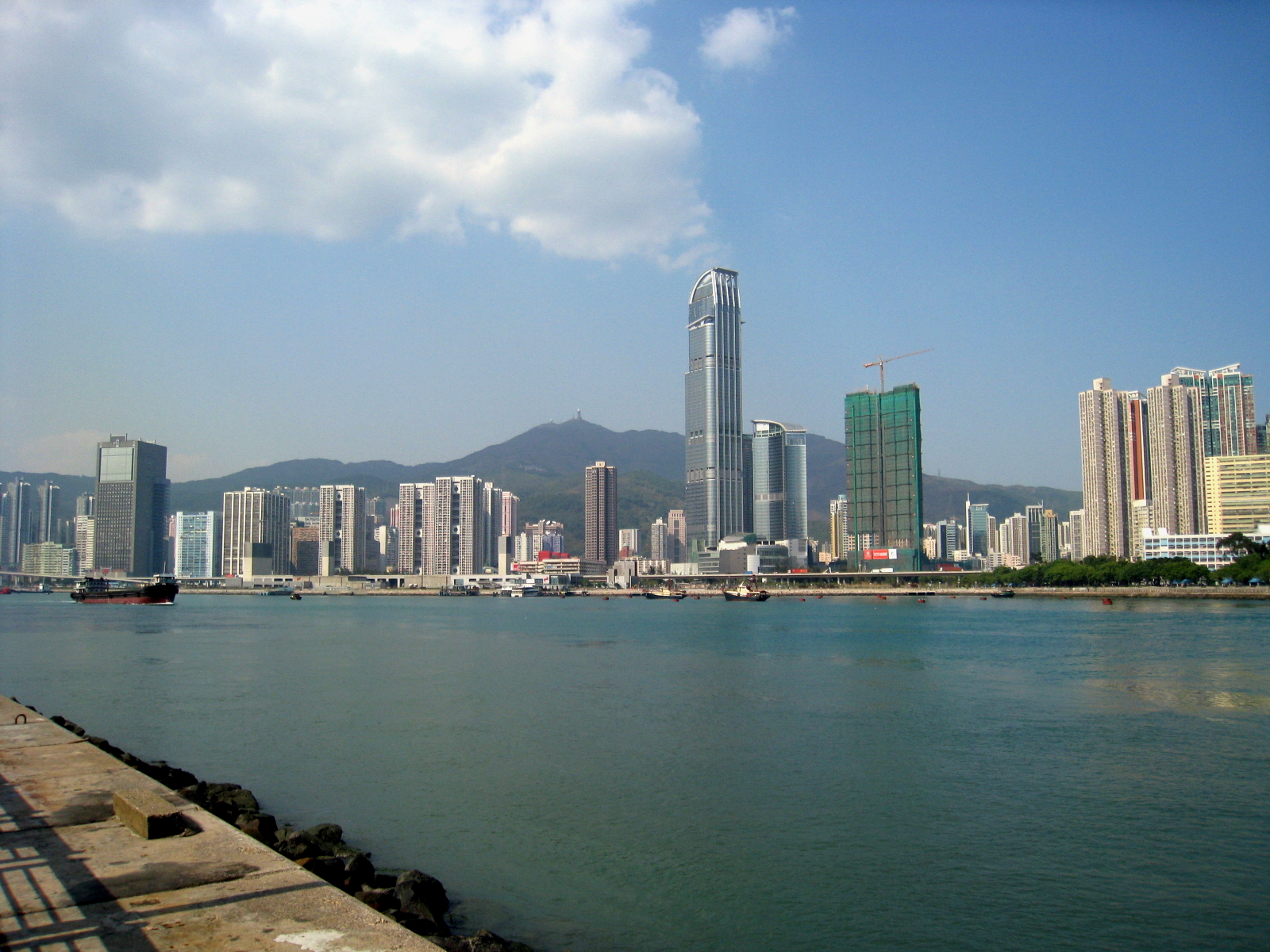
Tsuen Wan vu depuis l'île Tsing Yi, en 2008.

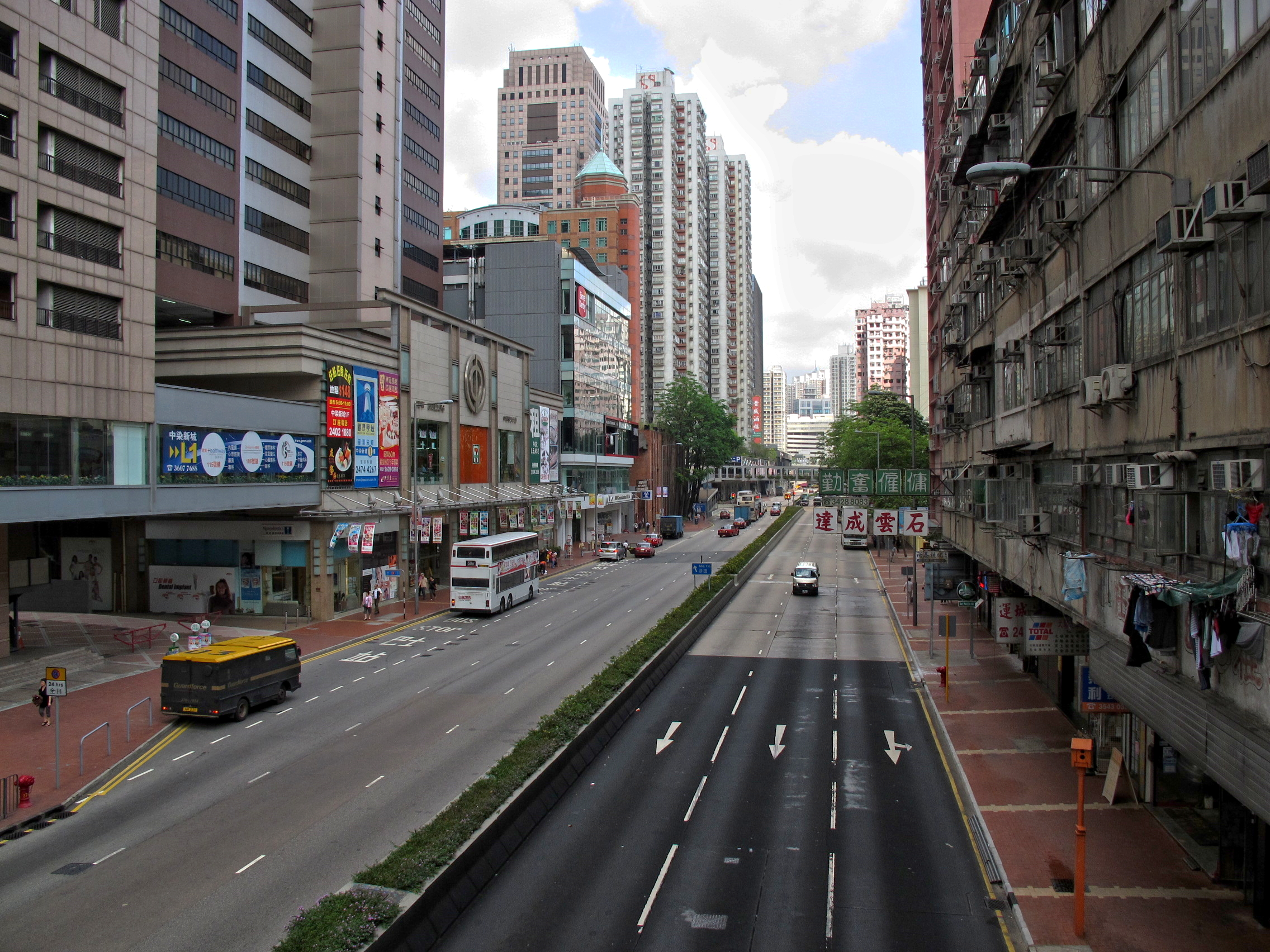
Castle Peak Road à Tsuen Wan.

Tsuen Wan (écrit 荃灣 en chinois traditionnel) est le nom d'une baie située dans les Nouveaux Territoires à Hong Kong et du quartier qui la borde. Ils ont donné leur nom au district administratif de Tsuen Wan, dans lequel ils se trouvent. 

## Histoire
Selon les découvertes archéologiques, il y avait des gens qui habitaient dans la rue Chai Wan kwok street, Tseun Wan pendant la dynastie des Han occidentaux et la dynastie Han de l'Est. Les émeutes de 1956 à Hong Kong se sont principalement déroulées dans ce quartier.